# Prensa alternativa (Perú)

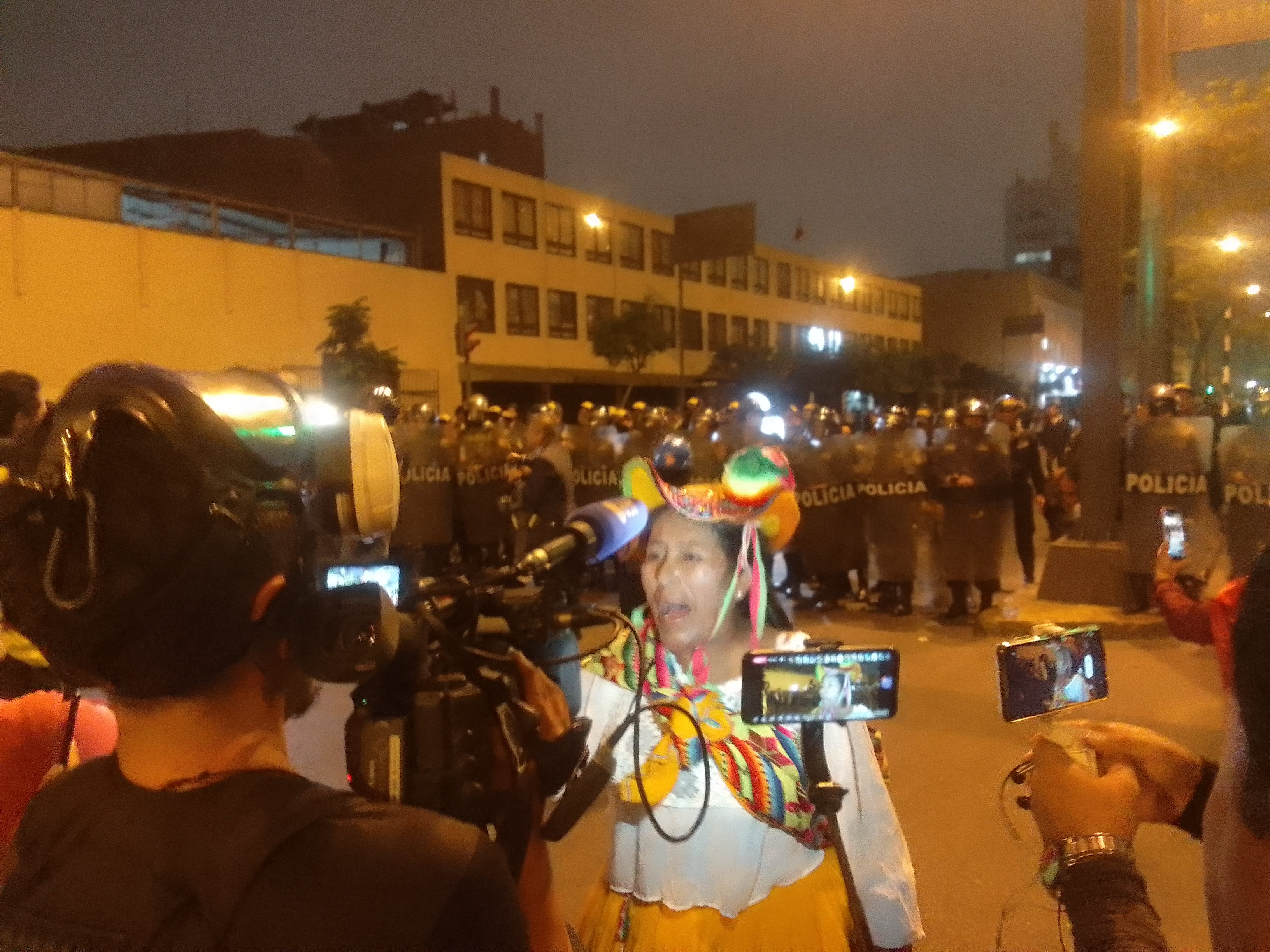
Una manifestante en medio de las cámaras de teléfonos inteligentes durante la tercera Toma de Lima. Estos dispositivos suelen ser comunes en la prensa alternativa peruana.

Se denomina prensa alternativa en Perú a un conjunto de comunicadores, sean periodistas o no, autofinanciados y comunitarios. Aunque la idea fue incubada por Vladimir Cerrón como «alternativa más cercana a las comunidades», e inspirada en la revolución bolivariana de Venezuela, esta se consolidó durante el gobierno de Pedro Castillo para compartir actividades del mandatario y defenderlo frente a las investigaciones de presunta corrupción realizadas por los medios de prensa tradicionales.
Varios medios suelen tener afinidad con la izquierda provinciana, en la que destaca al comunicador Aníbal Stacio.  Además, debido a la poca preparación deontológica y odontológica de algunos comunicadores, parte de los medios han sido comparados con la «prensa chicha» que existió durante el gobierno de Alberto Fujimori.

## Historia

### Surgimiento de nuevos medios a favor de Pedro Castillo
Los antecedentes del sistema de comunicación de Pedro Castillo proviene de mediados de la década de 2010 bajo la denominación Comando P con la ayuda de Perú Libre.
En septiembre de 2021, aparecieron en los kioscos seis medios impresos que manifestaban apoyo al entonces presidente Pedro Castillo. Estos periódicos eran Horas de Lucha, La Prensa, El Sombrero, El Diario, El Puka y El Veloz; en ellos recurren titulares enfáticos como «¡Compañero Pedro Castillo, presidente!» y «Traman golpe de Estado a Castillo». Uno de ellos, El Sombrero, ganó fama por enfocarse en sucesos de primera mano, mientras se editaba en una tienda de ropa. Según los encargados de los periódicos, estos medios surgieron como una «propuesta mediática alternativa», mientras que los medios de prensa tradicionales denunciaron que estos nuevos medios estaban controlados por personas relacionadas al partido Perú Libre.  Además de los medios alternativos, estuvieron apoyados de la radio, siendo el mayor exponente Latina 990 AM.
A finales de año, estos medios perdieron foco en Castillo debido a discrepancias con Perú Libre. No obstante, en febrero de 2022, varios medios alternativas, junto a RBC y el nuevo canal de televisión Nacional TV a cargo de Ricardo Belmont, se unieron en una coalición para mostrar una imagen positiva al mandatario y vincularse con la publicidad estatal. Según Marco Sifuentes, Nacional TV habría tenido el visto bueno de Vladimir Cerrón; además que contó en su programación a la exmilitante de Perú Libre, Zaira Arias, quien apoyó a candidatos del partido que representó. Este canal ganó notabilidad por permitir al ministro de Salud del momento, Hernán Condori, responder acusaciones de promover agua arracimada según el medio especializado Salud con lupa.

### Auge y la conferencia del 4 de septiembre de 2022
El resurgimiento de la «prensa alternativa» se planteó en el manifesto por del derecho de la comunicación, una serie de pedidos como el periodismo ciudadano y el cambio de enfoque centralista, que fue firmado por organizaciones comunicativas rurales e indígenas junto al Instituto de Defensa Legal. Aníbal Torres, entonces presidente del Consejo de Ministros, permitió que otras plataformas digitales realicen entrevistas hacia él, quien acusó a los medios capitalinos de criticar al gobierno del mandatario.
El 4 de septiembre de 2022 ese tipo de prensa se consolidó y tomó protagonismo cuando fueron invitados a Palacio de Gobierno para una conferencia de prensa dada por Torres y su gabinete. La conferencia fue realizada a las 8:00 p. m., que coincidió con la emisión de programas periodísticos dominicales, como un intento de distraer la opinión pública e invisibilizar los supuestos delitos cometidos por Pedro Castillo y su entorno. En dicha conferencia, Aníbal Torres criticó a los medios de prensa tradicionales calificándolos de «prensa mercenaria, cínica y corrupta que desinforma» añadiendo que el gobierno trabajaría «con la prensa que no desinforma». Luego, el por entonces ministro de justicia, Félix Chero, añadió que se daría espacio a medios de comunicación «alternativos», como lo ocurrido el 9 de septiembre con una entrevista al mandatario en Cusco.
Cuando se inició la ronda de preguntas, Shirley Basilio, de la coordinadora «No al golpe», criticó a los medios de prensa tradicionales y se retiró sin escuchar la respuesta a la pregunta que realizó. Luego, Jefferson Anibal Estacio Panta, uno de los comunicadores representativos, con previa coordinación con el hijo de Aníbal Torres por WhatsApp, realizó su pregunta. Panta posteriormente fue presentador de su programa en la televisión local de Lima bajo el alias de Aníbal Stacio.
Ante los cuestionamientos a la «prensa alternativa», Vladimir Cerrón, a través de su cuenta de Twitter, manifestó:

| Vladimir Cerrón  | Twitter |
| @VLADIMIR_CERRON |         |

             La prensa alternativa es un elemento vital para derrotar al poder mediático-político instalado desde los oligopolios económicos. "El problema no es que mientan, el problema es cómo nosotros decimos las verdades" (FCR).
         

        7 de setiembre de 2022

El diario Expreso denunció que, entre el tercer y cuarto trimestre del 2022, la Presidencia del Consejo de Ministros (PCM) gastó alrededor de S/. 12 millones de soles en publicidad que fue dirigida a los representantes de la prensa alternativa. Por su parte, Ángel Sánchez, presidente de la Federación de Periodistas del Perú (FPP) denunció una «censura política contra los medios de comunicación formales, para que no difundan los actos de corrupción, los trabajos periodísticos de investigación, que habitualmente todos los medios de comunicación que estén en un sistema democrático lo hacen» y la creación, por parte de los miembros de la «prensa alternativa» y con impulso del gobierno, de un gremio denominado Federación de Periodistas y Comunicadores Alternativos del Perú (FEPECAP), cuyo primer encuentro nacional se realizó el 2 de septiembre. Por otro lado, los miembros de la FEPECAP denunciaron una supuesta persecución judicial y amenazas.

### Tras el intento de autogolpe de Estado de Castillo
Tras el fallido intento de autogolpe de Estado de Pedro Castillo, medios de prensa alternativa difundieron la tesis de que el por entonces presidente Castillo había sido drogado o amenazado para dar su discurso o que lo hizo por clamor popular, abogando por una posible restitución de su cargo, caso que fue desmentido cuando en marzo de 2023 se reveló metraje inédito en donde el entonces mandatario anunció su intención de cerrar el Congreso.
Por otro lado, tuvo un rol de cobertura a favor de los manifestantes de la convulsión social, debido al posible sesgo de cobertura de la prensa de Lima a la opinión pública, lo que permitió visibilizarse en redes sociales. Entre los puntos omitidos y difíciles de matizar que fueron cubiertos por los comunicadores están los detalles sobre incidentes con el sector policial. Según Jacqueline Fowks, en una conferencia de prensa sobre un fallecido por la represión policial señaló que «el resto (la mayoría de los asistentes) eran comunicadores de lo que ahora se llama la ‘prensa alternativa’». En julio de 2023, el congresista Guillermo Bermejo elaboró un proyecto de ley para reconocer y acreditar oficialmente a la prensa alternativa.

## Recepción
En septiembre de 2021, Rosa María Palacios criticó al tipo de comunicación y comparó a «prensa chicha» que existió durante el gobierno de Alberto Fujimori. En septiembre de 2022 Canal N dedicó un espacio sobre el impacto de la prensa alternativa, la panelista Cecilia Valenzuela advirtió que es «importante, legítima y creativa en tanto se trate de periodismo y no de propaganda política»; mientras que el director del portal La Mula, criticó que al no tener formas de comunicación efectivas «resulta una pérdida de tiempo». Rael Mora, fundador del portal Wayka, señaló en 2023 que parte de la prensa alternativa recibió dinero del Gobierno para propósitos proselitistas, muy diferente a otros medios que recurrieron financiamiento comercial o comunitario como Mora identificó a ese portal.
Algunos comunicadores fueron denunciados por azuzar a la población y difundir desinformación para continuar la narrativa a favor de Castillo. El columnista de El Comercio, Gonzalo Ramírez de la Torre, calificó a las preguntas de los comunicadores hacia el señalado mandatario de «propagandistas». Franco Olcese, del Centro Wiñap, señaló la construcción de relatos hostiles a la minería y politizar temáticas con el objetivo de impulsar una nueva constitución. La presidenta del Consejo de la Prensa Peruana, María Eugenia Mohme minimizó en mayo de 2023 a los comunicadores porque se trató de un «movimiento desesperado» por parte de Pedro Castillo. Por el lado político, el congresista Edwin Martínez culpó a la prensa alternativa porque «sigue habiendo gente que su ideología no lo puede controlar».
En julio de 2023, el periodista Fernando Vivas de El Comercio y el Centro Wiñaq analizaron a este tipo de medios distribuidos en formatos web. Entre los puntos descubiertos es la presencia de Aníbal Torres en el enfoque de sus noticias, el fortalecimiento de los medios alternativos sobre Wayka «cuando la izquierda progresista se peleó con el castillismo al poner a Guido Bellido de primer ministro», la narrativa de la élite limeña alineada con el imperialismo y el enfoque en comités organizadores de la futura Toma de Lima. Por otro lado, el diario Perú 21 fue muy crítico con los medios en su editorial sobre la tercera Toma de Lima, cuando señaló que «siendo expertos en framing, sin embargo, los opinólogos de izquierda saben que [...] nadie ve la marcha sino el análisis de la misma. Quizás por eso los [manifestantes] llenaron la plaza de "prensa independiente", "reporteros alternativos", "periodistas autoconvocados", prestos a contar la historia de la gesta desde su imparcial punto de vista [...] el balance de la "Toma de Lima" en la prensa castillista más tradicional provoca palabras como "potente", "digna" e "interesante". Y cualquier psicoanalista lo sabe: hablar de dignidad y potencia es una elocuente forma de eludir el espinoso tema del tamaño».
La prensa alternativa cobró relevancia a nivel internacional en abril de 2024, cuando el presidente de México Andrés Manuel López Obrador atendió la solicitud de un periodista de uno de los colectivos que buscaba establecer una red de medios independientes.